# 109 Piscium b
109 Piscium b es un planeta extrasolar de período largo descubierto en órbita alrededor de 109 Piscium. Tiene al menos 6,38 veces la masa de Júpiter y es probablemente un gigante gaseoso. Al igual que muchos de los planetas extrasolares de período largo descubiertos, tiene una excentricidad orbital mayor que la de Júpiter.
Los descubridores estimaron su temperatura efectiva en 264 K debido a la radiación de su estrella, pero podría ser unos 10-20 K más cálido debido al calor interno.
Medidas astrométricas preliminares sugerían que la inclinación orbital era de 170.3°, indicando un objeto de una masa 38 veces la de Júpiter, lo que lo convertiría en una enana marrón. Sin embargo, análisis iposteriores indicaron que la precisión de las medidas usadas para derivar la órbita era insuficiente para restringir los parámetros, por lo que la verdadera inclinación y masa del planeta siguen siendo desconocidos.